# Isburga Faulstich
Isburga Faulstich SSpS (* 20. September 1908 in Köln; † 15. März 1945 in Santo Tomas (Batangas), Philippinen) war eine deutsche Steyler Missionsschwester und Märtyrin.

## Leben
Elisabeth Faulstich, ältestes von 4 Mädchen eines Postangestellten, besuchte das Lyzeum in Köln-Mülheim und arbeitete als Verkäuferin. Sie trat am 2. Dezember 1926 im Alter von 18 Jahren in Steyl in das Missionshaus der Steyler Missionsschwestern ein und wurde bis November 1929 in der Arnold-Janssen-Schule ausgebildet. Sie begann am 8. Dezember 1930 das Noviziat unter dem Ordensnamen Isburga. 1932 legte sie ihre Zeitlichen Gelübde ab. Sie reiste vom 14. Juni 1933 bis zum 25. Juli  in die Philippinen-Mission nach Manila und legte dort am 8. Dezember 1938 ihre Ewigen Gelübde ab. Sie wirkte als Lehrerin. Im Zuge der Rückeroberung der von den Japanern besetzten Philippinen wurde sie am 15. März 1945 südlich Manila in Santo Tomas, wohin man sich schutzsuchend zurückgezogen hatte, zusammen mit 14 Mitschwestern Opfer eines amerikanischen Bombenangriffs.

## Gedenken
Die Römisch-katholische Kirche in Deutschland hat Schwester Isburga Faulstich als Märtyrin in das deutsche Martyrologium des 20. Jahrhunderts aufgenommen.